# Lista de ministros-presidentes da Áustria
Os Ministros-presidentes eram chefes de governo da metade austríaca da Áustria-Hungria (Cisleithania) de 1867 a 1918. O cargo é comparável ao de um primeiro-ministro.
Com a abolição da monarquia, o chefe de governo na Áustria tem sido o Chanceler Federal desde 1918/1920.

## Lista de ministros-presidentes na Áustria entre 1867-1918
- Príncipe Karl von Auersperg 1867-1868
- Conde Eduard von Taaffe 1868-1870
- Ignaz von Plener 1870
- Leopold Hauser von Artha 1870
- Conde Alfred von Potocki-Pilawa 1870-1871
- Conde Karl Siegmund von Hohenwart 1871
- Barão Ludwig von Holzgethan 1871
- Príncipe Adolf Wilhelm Daniel von Auersperg 1871-1879
- Karl von Stremayr 1879
- Conde Eduard von Taaffe 1879-1893
- Príncipe Alfred August zu Windischgrätz 1893-1895
- Conde Erich von Kielmansegg 1895
- Conde Kasimir Felix von Badeni 1895-1897
- Barão Paul Gautsch von Frankenthurn 1897-1898
- Conde Franz von Thun und Hohenstein 1898-1899
- Conde Manfred von Clary und Aldringen 1899
- Heinrich von Wittek 1899-1900
- Ernst von Körber 1900-1904
- Barão Paul Gautsch von Frankenthurn 1904-1906
- Príncipe Konrad zu Hohenlohe-Waldenburg-Schillingsfürst 1906
- Barão Max Wladimir von Beck 1906-1908
- Barão Richard von Bienerth-Schmerling 1908-1911
- Barão Paul Gautsch von Frankenthurn 1911
- Conde Karl von Stürgkh 1911-1916
- Ernst von Körber 1916
- Conde Heinrich von Clam-Martinic 1916-1917
- Ernst Seidler von Feuchtenegg 1917-1918
- Barão Max Hussarek von Heinlein 1918
- Heinrich Lammasch 1918